# 打碗花属
打碗花属（学名：Calystegia）是旋花科下的一个属，为平卧或缠绕草本植物。该属共有约25种，分布于温带和热带地区。